# Майк Менцер
Майкъл Джон Менцер (15 ноември 1951 – 10 юни 2001) е американски професионален културист от IFBB, бизнесмен и автор. Роден в Пенсилвания, Менцер започва да тренира културизъм на единадесет години. Той печели няколко аматьорски състезания по културизъм, преди да стане професионалист през 1979 година, включително титлата Мистър Америка през 1976 година и тежката категория на IFBB Мистър Вселена през 1978 година. В края на 1979 година той печели тежката категория на Мистър Олимпия, но губи в общата класация от Франк Зейн. На Мистър Олимпия през 1980 година той застава на четвърто място наравно с Бойер Коу зад Арнолд Шварценегер, Крис Дикирсън и Франк Зейн.
Под влияние на концепциите, разработени от Артър Джоунс, Менцер разработва и успешно прилага своя собствена теория за културизъм. Като един от най-емблематичните културисти на всички времена, неговата програма за тренировки Heavy Duty продължава да вдъхновява спортисти и до днес. През 2002 година той е въведен в Залата на славата на IFBB.

## Ранен живот и образование
Майк Менцер е роден на 15 ноември 1951 година в квартал Германтаун, Филаделфия, и баща му е от германски произход, а майка му – от италиански. В началното училище и гимназията в Ефрата той получава „само отлични оценки“. Той приписва на своята учителка от 11-ти клас, Елизабет Шауб, влиянието ѝ върху неговата „любов към езика, мисълта и писането“. През 1975 година започва да учи в Университета на Мериленд като студент по предмедицина, където прекарва времето извън фитнеса в изучаване на „генетика, физическа химия и органична химия“. След три години обучение в Университета на Мериленд той прекратява обучението си. Той казва, че крайната му цел през този период е да стане психиатър.

## Кариера в културизма

### Аматьорска кариера
Майк Менцер започва културизъм на 11 години с тегло от 43 кг, след като вижда мъже на кориците на няколко списания за мускули. Баща му му купува комплект тежести и ръководство за упражнения. В ръководството се предлага да тренира не повече от три дни в седмицата, и Майк прави точно това. Той присъства на първия конкурс Мистър Олимпия и по-късно казва: „Конкурсът Мистър Олимпия през 1965 година беше почти религиозен опит за мен."
На 15 години теглото му достига 75 кг, като Майк може да повдигне 170 кг на лежанка. Целта на Майк по това време е да прилича на своя герой в културизма, Бил Пърл. След завършване на гимназия, Менцер служи четири години във Военновъздушните сили на САЩ. По това време той започва да тренира над три часа на ден, шест дни в седмицата.
Менцер започва да участва в местни конкурси по културизъм на 18 години и присъства на първия си конкурс през 1969 година. През 1971 година, Менцер печели конкурса Мистър Ланкастър. През същата година той претърпява най-лошото си поражение, като заема 10-то място на AAU Мистър Америка, който е спечелен от Кейси Виатор. Менцер счита своето присъствие на този конкурс за важно по-късно, тъй като среща Виатор, който му дава контактите на своя треньор Артър Джоунс. Поради сериозна травма на рамото, той е принуден да спре тренировки от 1971 до 1974 година. В началото на 1975 година обаче той възобновява тренировките и се завръща на състезания през 1975 година на конкурса Мистър Америка, където заема трето място зад Роби Робинсън и Роджър Калард. Менцер печели състезанието следващата 1976 година. Той печели шампионатите на Северна Америка през 1977 година във Ванкувър, Британска Колумбия, Канада, и състезава седмица по-късно на Мистър Вселена през 1977 година в Ним, Франция, където заема второ място след Кал Сцкалак. През 1978 година, Менцер печели Мистър Вселена в Акапулко, Мексико с първия и единствен перфектен резултат от 300 точки. Той става професионален културист след тази победа на Мистър Вселена.

### Професионална кариера
В края на 1979 година, Менцер печели тежката категория на Мистър Олимпия, отново с перфектен резултат от 300 точки, но губи в общото класиране от Франк Зейн, който получава своята трета титла през тази година. На Мистър Олимпия през 1980 година той заема четвърто място наравно с Бойер Коу зад Арнолд Шварценегер, Крис Дикирсън и Франк Зейн.

### Пенсиониране
Менцер се пенсионира от състезателния културизъм след Мистър Олимпия през 1980 година на 29 години. Той твърди, че резултатите от състезанието са били предварително определени в полза на Шварценегер, и подддържа това мнение през целия си живот. Въпреки че Менцер никога не твърди, че той самият е трябвало да спечели, а само че Шварценегер не е трябвало. Въпреки това, двамата в крайна сметка имат приятелски отношения.

### Наследство
През 2002 година, Менцер е въведен в Залата на славата на IFBB. Той участва в музикалния видеоклип за кавъра на Нантъкет "It's a Long Way to the Top".

### Философия на културизма
Менцер настоява, че философията и културизмът са едно и също, като заявява, че „човекът е неделима единица, интегрирана единица на ум и тяло.“ Неговите книги се занимават в равна степен с философия и културизъм.
Менцер следва концепциите за културизъм, разработени от Артър Джоунс, и се стреми да ги усъвършенства. През годините на изучаване, наблюдение, познания по стресова физиология, най-актуалната научна информация и внимателно използване на своите способности за разсъждение, Менцер изработва и успешно прилага своя собствена теория за културизъм. Теориите на Менцер са предназначени да помогнат на човек без употреба на стимуланти да достигне пълния си генетичен потенциал във възможно най-кратки срокове.
"High-Intensity Training the Mike Mentzer Way" е последната книга на Менцер. В нея той детайлизира принципите на тренировките с висока интензивност. Той настоява, че тренировките с тежести трябва да бъдат кратки, нарядко и интензивни, за да се постигнат най-добри резултати за най-кратко време. "Heavy Duty II" също така отстоява критичното мислене. В тази книга Менцер показва защо хората трябва да използват своята способност за разсъждение, за да живеят щастливо и зряло и показва на читателите как да го правят. Културизмът е подкрепен като само една потенциална компонент на съществуването на индивида, насърчавайки много други достойни занимания през целия му живот.

### Диета и хранене
Диетата винаги е била толкова важна, ако не и повече, от тренировките с тежести за културистите. Въпреки това, в своята книга "Heavy Duty Nutrition", Менцер показва, че храненето за спортисти не трябва да бъде толкова екстремно, колкото индустрията за културизъм би накарала човек да повярва. Препоръчаните от него диети са добре балансирани, и той проповядва консумацията от всички четири хранителни групи, общо по четири порции висококачествени зърнени храни и плодове и по две от млечни и протеинови продукти всеки ден, през цялата година.
Менцер вярва, че въглехидратите трябва да представляват основната част от калорийния прием, 50 – 60%, а не протеините, както други предпочитат. Обосновката на Менцер е проста: за изграждането на 4.5 кг мускули за година са необходими общо 6000 допълнителни калории, което средно е 16 допълнителни калории на ден, и само четири от тях трябва да бъдат от протеини—защото мускулите са 22% протеини, около една четвърт.

### Системата за интензивни тренировки на Менцер
Докато Майк Менцер служи във Военновъздушните сили на САЩ, той работи на 12-часови смени, след което извършва 'маратонски тренировки', което е приетият стандарт по това време. На първото си състезание по културизъм той се среща с победителя Кейси Виатор. Менцер научава, че Виатор тренира с много висока интензивност (с тежки тежести за възможно най-много повторения до пълно мускулно изтощение), за много кратко време (20 – 45 минути на тренировка) и рядко. Менцер също така разбира, че Виатор почти изключително тренира с относително новите машини Nautilus, създадени и пуснати на пазара от Артър Джоунс в ДеЛанд, Флорида. Менцер и Джоунс скоро се срещат и стават приятели.
Джоунс е пионер в принципите на тренировките с висока интензивност в края на 1960-те години. Той подчертава необходимостта от поддържане на перфектно строга форма, бавно и контролирано движение на тежестите, изтощаване на мускулите до пълен неуспех (положителен и отрицателен) и избягване на претрениране. Кейси Виатор вижда фантастични резултати от тренировките под ръководството на Джоунс, и Менцер става много заинтересован от тази тренировъчна философия. В крайна сметка обаче, Менцер стига до извода, че дори и Джоунс не прилага напълно собствените си принципи, така че Менцер започва да изследва по-пълно приложение на тях. Той започва да тренира клиенти почти експериментално, оценявайки перфектния брой повторения, упражнения и дни за почивка за постигане на максимални ползи.
Повече от десет години програмата на Менцер Heavy Duty включва 7 – 9 серии на тренировка в график от три дни в седмицата. С настъпването на „модерния културизъм“ (където културистите стават по-масивни от всякога) в началото на 1990-те години, той в крайна сметка модифицира тази рутина до по-малко работни серии и повече дни за почивка. Първият му пробив става известен като 'Идеалната (принципна) Рутина', която е фантастична стъпка в минималното трениране. Описана в High-Intensity Training the Mike Mentzer Way, по-малко от пет работни серии се изпълняват на сесия, и се подчертава почивката, като се настоява за 4 – 7 дни възстановяване преди следващата тренировка. Той прави сериите отвъд отказа с техники като принудителни повторения, отрицателни повторения и статични задържания.  Според Менцер, биолозите и физиолозите още от деветнадесети век знаят, че хипертрофията е пряко свързана с интензивността, а не продължителността на усилието. Повечето авторитети в областта на културизма и вдигането на тежести не вземат предвид тежкия характер на стреса, наложен от тежките, напрегнати упражнения със съпротивление, доведени до точката на положителен мускулен неуспех.
Курсовете за тренировка на Менцер (книги и аудиокасети), продавани чрез списания за културизъм, са изключително популярни, започвайки след като Менцер печели конкурса IFBB Mr. Universe през 1978 година. Този конкурс привлича много внимание, защото на него той става първият културист, който получава перфектен резултат от 300 точки от съдиите. Известно време по-късно, Менцер привлича още внимание, когато подлага Дориан Йейтс на тренировките с висока интензивност и го води през първата му серия от тренировки в началото на 90-те години. Йейтс печели Мистър Олимпия шест пъти подред, от 1992 до 1997 година.

### Състезателна кариера
- 1969 г. – Мистър Ланкастър Каунти – 1-во място
- 1970 г. – Мистър Пенсилвания – 1-во място
- 1971 г. – AAU Мистър Америка – 10-то място
- 1971 г. – AAU Мистър Тийн Америка – 2-ро място
- 1975 г. – IFBB Мистър Америка – 3-то място (средна категория)
- 1975 г. – ABBA Мистър САЩ – 2-ро място (средна категория)
- 1976 г. – IFBB Мистър Америка – 1-во място (общо класиране)
- 1976 г. – IFBB Мистър Америка – 1-во място (средна категория)
- 1976 г. – IFBB Мистър Вселена – 2-ро място (средна категория)
- 1977 г. – IFBB Северноамериканско първенство – 1-во място (общо класиране)
- 1977 г. – IFBB Северноамериканско първенство – 1-во място (средна категория)
- 1977 г. – IFBB Мистър Вселена – 2-ро място (тежка категория)
- 1978 г. – IFBB САЩ срещу Света – 1-во място (тежка категория)
- 1978 г. – IFBB Световно аматьорско първенство – 1-во място (тежка категория)
- 1978 г. – IFBB Мистър Вселена – 1-во място
- 1979 г. – IFBB Канада Про Къп – 2-ро място
- 1979 г. – IFBB Флорида Про Инвитейшънъл – 1-во място
- 1979 г. – IFBB Нощта на шампионите – 3-то място
- 1979 г. – IFBB Мистър Олимпия – 2-ро място (общо), 1-во (тежка категория)
- 1979 г. – IFBB Питсбърг Про Инвитейшънъл – 2-ро място
- 1979 г. – IFBB Южен Про Къп – 1-во място
- 1980 г. – IFBB Мистър Олимпия – 5-то място

## Личен живот

### Религиозни вярвания
Менцер заявява в последното интервю преди смъртта си, че не вярва в Бог „както обикновено се определя“, но че „съществува това, което се нарича рационална представа за създател. Както казах, не може да има Бог, както обикновено се определя. Бог е безкраен, Бог е навсякъде, Бог е създал вселената - това е интересно. Не съществува нещо като създаване на вселената или причиняване на съществуването ѝ, тъй като вселената е основата на всяка причинност! Ако имаше Бог, той би трябвало да се състои от някаква материална субстанция и би трябвало да живее някъде. Следователно съществуването винаги е съществувало, дори и в контекста, който току-що дадохте. Ако, както казахте, по някакъв начин беше доказано без сянка на съмнение, че има рационален създател и живот отвъд този, да, аз бих се възползвал от възможността отново да бъда с майка си и баща си.“

### Обективизъм
Докато е в училище, бащата на Менцер мотивира академичните му постижения, като му предлага различни видове стимули, от бейзболна ръкавица до твърди пари. Години по-късно Майк казва, че баща му „неволно ... възпитава в мен оценка на капитализма“.
В последното си интервю преди смъртта си Менцер казва, че е доволен, че има толкова много клиенти по телефона и близки лични приятели културисти, като Маркус Райнхардт, които са били повлияни от него да станат обективисти. Той описва Обективизма като най-добрата философия, която някога е била разработена. Той също критикува философията на Имануел Кант, която описва като „зла философия“, защото според него Кант се стреми да унищожи човешкия ум, като подкопава доверието му в разума. Той също критикува преподаването на кантианството в училищата и университетите и казва, че е много трудно за философ обективист с докторска степен да получи работа в който и да е от университетите.

## Последни години и смърт
В края на 1980-те години, Менцер се завръща към тренировките на културисти и писането за списание Iron Man и прекарва голяма част от 1990-те години, възстановявайки своя статус в индустрията на културизма. Менцер се среща с Дориан Йейтс през 1980-те години и оставя впечатление върху културистичната кариера на Дориан. Години по-късно, когато Йейтс печели „Мистър Олимпия“ той признава, че в тренировката му са застъпени принципите на „Heavy Duty“ на Майк. Майк, неговият брат Рей и Дориан основават дрехи компания наречена „MYM“ за Mentzer Yates Mentzer, позната още като „Heavy Duty Inc“, през 1994 година. MYM е базирана на успеха на „CrazeeWear“ – дрехи за културизъм на Дон Смит. Тримата основатели искали да се възползват от физически подготвения начин на живот, който днес е станал популярен. С благословията и подкрепата на Джо Уейдър, триото произвежда и разпространява собствена линия спортно облекло.
Менцер умира на 10 юни 2001 година в Ролинг Хилс, Калифорния. Той е намерен мъртъв в апартамента си, в следствие на сърдечни усложнения, от по-малкия си брат и също културист Рей Менцер. Два дни по-късно, Рей умира от усложнения на болестта на Бергер.